# Ситте (река)
Ситте (устар. Сииттэ) — река в Горном и Кобяйском улусах Якутии, приток реки Лена. Протяжённость реки составляет 431 км. Впадает в протоку Суордах, впадающую в Лену слева в 1157 км от её устья. Площадь водосборного бассейна насчитывает 8250 км².

## Притоки
(указано расстояние от устья)
- Курунг-Юрях — 24 км по лв. берегу
- без названия — 36 км по пр. берегу
- Чуку — 48 км по лв. берегу
- Ченгяйи (Ченгээйи, Чюлюмээйи) — 60 км по пр. берегу
- Нучча-Юрях — 193 км по пр. берегу
- без названия — 198 км по лв. берегу
- Синнигес-Юрях — 208 км по пр. берегу
- Туора-Юрях — 223 км по лв. берегу
- Ситтекимен (Хангыда) — 264 км по пр. берегу
- Секки-Юряге — 280 км по пр. берегу
- Дюктюэне — по лв. берегу
- Ныыла-Юрэгэ — 336 км по лв. берегу
- Толкуя-Тарына — 349 км по пр. берегу
- Быталах (Олом) — 364 км по лв. берегу
- Тенгке-Юряге — 410 км по пр. берегу

## Данные водного реестра
По данным государственного водного реестра России и геоинформационной системы водохозяйственного районирования территории РФ, подготовленной Федеральным агентством водных ресурсов:
- Бассейновый округ — Ленский
- Речной бассейн — Лена
- Речной подбассейн — Лена между впадением Алдана и Вилюя
- Водохозяйственный участок — Лена от впадения Алдана до впадения Вилюя